# Act II: The Meaning of, and All Things Regarding Ms. Leading
| Críticas profissionais | Críticas profissionais |
| Avaliações da crítica  | Avaliações da crítica  |
| Fonte                  | Avaliação              |
| ---------------------- | ---------------------- |
| AbsolutePunk           | (93%)                  |
| Allmusic               | [ 2 ]                  |
| Impakte Magazine       | [ 3 ]                  |
| Ultimate Guitar        | [ 4 ]                  |

Act II: The Meaning of, and All Things Regarding Ms. Leading é o segundo álbum de estúdio da banda americana de rock progressivo The Dear Hunter, lançado em Maio de 2007 pela gravadora Triple Crown Records.
O álbum é a segunda parte de seis atos. Act II começa com a morte da mãe do personagem principal, Ms. Terri.  Após sua morte, o  inocente garoto, criado longe de tudo que há de ruim no mundo, viaja para a cidade grande (The City) na esperança de aprender mais sobre o passado de sua mãe e descobrir o propósito de sua existência. Eventualmente ele se apaixona inocentemente por uma prostituta de nome Ms. Leading, mas seu relacionamento começa a se destruir devido a sua incapacidade de conviver com a profissão dela.
De acordo com uma entrevista com Casey Crescenzo para o site AbsolutePunk, a banda escreveu mais de 120 minutos de música para este álbum, mas reduziu para menos de 80 minutos, de forma que coubesse em um único CD.
O álbum apresenta 5 faixas regravadas da demo Dear Ms. Leading. Apesar de Casey basear as letras dessa demo de acordo com suas experiências pessoais, ele constatou que o arco de se apaixonar por uma prostituta não condiz com nenhuma experiência que ele tenha tido realmente.
Em Junho de 2007, o artista Kent St. John foi selecionado para ilustrar um livro baseado na história do Act II. A edição deluxe do terceiro álbum da banda, incluia um livro de 32 páginas com as ilustrações completas.

## Faixas
Todas as faixas escritas e compostas por Casey Crescenzo. 
| N.º            | Título                                                                | Duração |  |
| 1.             | "The Death and the Berth"                                             | 0:38    |  |
| 2.             | "The Procession"                                                      | 4:59    |  |
| 3.             | "The Lake and the River"                                              | 9:29    |  |
| 4.             | "The Oracles on the Delphi Express"                                   | 4:18    |  |
| 5.             | "The Church and the Dime"                                             | 4:57    |  |
| 6.             | "The Bitter Suite I and II: Meeting Ms. Leading and Through the Dime" | 6:06    |  |
| 7.             | "The Bitter Suite III: Embrace"                                       | 7:46    |  |
| 8.             | "Smiling Swine"                                                       | 4:45    |  |
| 9.             | "Evicted"                                                             | 3:44    |  |
| 10.            | "Blood of the Rose"                                                   | 3:48    |  |
| 11.            | "Red Hands"                                                           | 6:07    |  |
| 12.            | "Where the Road Parts"                                                | 4:29    |  |
| 13.            | "Dear Ms. Leading"                                                    | 4:28    |  |
| 14.            | "Black Sandy Beaches"                                                 | 4:13    |  |
| 15.            | "Vital Vessels Vindicate"                                             | 7:09    |  |
| Duração total: | Duração total:                                                        | 76:56   |  |

## Pessoal

### The Dear Hunter
- Casey Crescenzo - voz principal, baixo, piano rhodes, violão, guitarra, marimba, órgão, percussão, piano
- Luke H. Dent -  órgão, piano, voz principal
- Sammy Dent - bateria, glockenspiel, percussão, tímpano, carrilhão de orquestra
- Erick Serna - violão, guitarra

### Músicos convidados
- Phil Crescenzo - banjo
- Jason Belcher - trompa, trompete
- Brandon Brooks, Philip Wolf - violoncelo
- Krysten Keches - harpa
- Matt Tobin - violino

## Paradas Musicais
| Ano  | Chart                     | Posição |
| ---- | ------------------------- | ------- |
| 2007 | Billboard Top Heatseekers | 39      |